# John Poyntz Spencer, 5. hrabě Spencer
John Poyntz Spencer, 5. hrabě Spencer (John Poyntz Spencer, 5th Earl Spencer, 5th Viscount Spencer of Althorp, 5th Baron Spencer) (27. října 1835, Londýn – 13. srpna 1910, Althorp, Anglie) byl britský státník ze starobylého rodu Spencerů. Dvakrát byl místokrálem v Irsku, dvakrát prezidentem Tajné rady a také ministrem námořnictva (prvním lordem admirality). Na přelomu 19. a 20. století patřil k vlivným činitelům Liberální strany, v letech 1894 a 1905 byl kandidátem na funkci premiéra. Byl rytířem Podvazkového řádu a vynikl také jako odborník na problematiku zemědělství.

## Politická kariéra

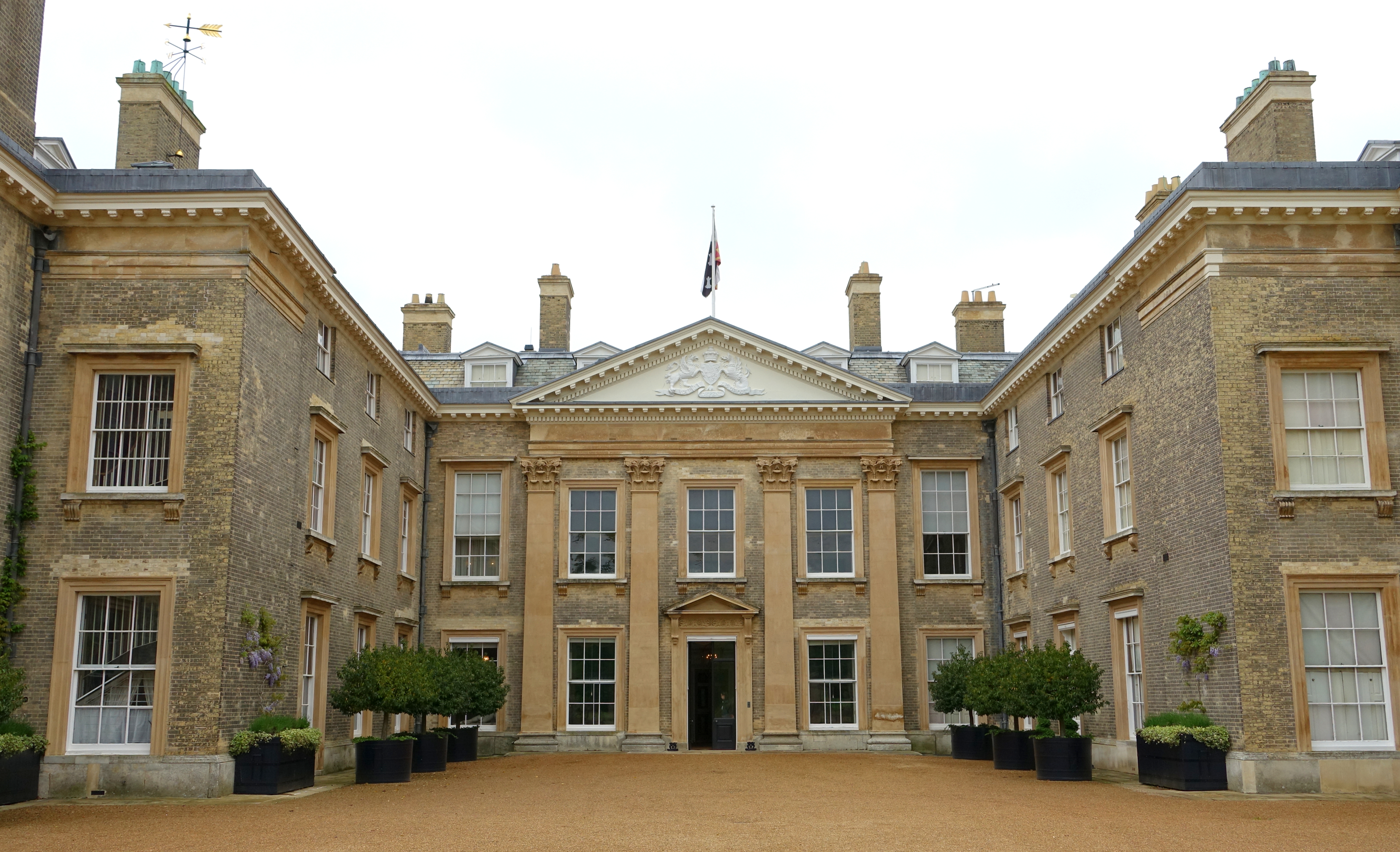
Zámek Althorp House (Northamptonshire), hlavní sídlo hrabat Spencerů

Pocházel z vlivné šlechtické rodiny Spencerů, patřil k mladší hraběcí linii rodiny vévodů z Marlborough. Narodil se v paláci Spencer House v Londýně jako syn admirála 4. hraběte Spencera a jeho první manželky Elizabeth Poyntz (1799–1851). Studoval v Cambridge, v roce 1857 byl zvolen do Dolní sněmovny, ale ještě téhož roku po otci zdědil rodové tituly a vstoupil do Sněmovny lordů. Patřil k liberálům a přátelům W. Gladstona a brzy se zařadil mezi přední mluvčí Liberální strany v Horní sněmovně, již r. 1859 byl jmenován členem Tajné rady, v letech 1859–1861 byl prvním komorníkem (Groom of the Stole) prince Alberta, po jeho smrti působil ve stejné funkci u prince waleského (1862–1866). V roce 1865 získal Podvazkový řád.
V letech 1868–1875 byl místokrálem v Irsku, do této funkce se pak vrátil ještě v letech 1882–1885 a 1886. Diplomatické schopnosti proti vzrůstajícímu irskému nacionalismu uplatnil především v roce 1882, kdy byl v Dublinu zavražděn irský státní tajemník lord Frederick Cavendish. Mezitím byl dvakrát lordem prezidentem Tajné rady (1880–1882 a 1886). Ve třetí Gladstonově vládě byl prvním lordem admirality (1892–1895), po Gladstonově rezignaci byl jedním z kandidátů na post premiéra (1894). Od roku 1902 byl mluvčím liberálů ve Sněmovně lordů, kromě toho zastával hodnost strážce pečeti prince waleského (1901–1907). Po volebním vítězství liberálů v roce 1905 byl znovu kandidátem na post premiéra, ale téhož roku po záchvatu mrtvice ukončil své veřejné působení.

## Další veřejné aktivity a rodina
Kromě politiky se od mládí věnoval agronomii a již v letech 1865–1866 byl předsedou vládní komise pro likvidaci dobytčího moru. V letech 1898–1910 byl prezidentem Královské zemědělské společnosti, získal čestné doktoráty v Cambridge, Oxfordu a Dublinu, v letech 1892–1907 byl kancléřem univerzity v Manchesteru. Manchesterské univerzitě v roce 1892 prodal unikátní rodovou knihovnu ze zámku Althorp, která čítala cca 40 000 svazků.
S manželkou Charlotte Seymour (1835–1903) z vedlejší linie rodu markýzů z Hertfordu neměl žádné potomstvo. Hraběcí titul zdědil Johnův mladší bratr Charles Spencer, 6. hrabě Spencer (1857–1922), který patřil též k vlivným liberálním politikům, zastával vysoké funkce u dvora a byl pradědečkem princezny Diany.